# هلموت روهده
هلموت روهده (انگلیسی: Helmut Rohde; زاده ۹ نوامبر ۱۹۲۵ – درگذشته ۱۶ آوریل ۲۰۱۶) سیاستمدار و روزنامه‌نگار اهل آلمان بود.
هلموت روهده در ۱۶ آوریل ۲۰۱۶، در سن ۹۰ سالگی درگذشت.